# FTSE 100
L'índex FTSE 100, pronunciat popularment com Footsie 100, és un índex borsari publicat pel Financial Times.
El componen els 100 principals valors (blue chips) de la Borsa de Londres (London Stock Exchange). Ftse és un acrònim de Financial Times Stock Exchange. El principal indicador del FTSE 100 és el FTSE 100 Index. L'índex var ser desenvolupat amb un nivell base de 1000 a data 3 de gener de 1984.
La capitalització de les empreses que componen l'índex suposa el 70% del valor total del mercat.
Els valors ponderen pel criteri de capitalització.
Es revisa trimestralment, el primer divendres de març, juny, setembre i desembre. Les sessions es desenvolupen de dilluns a divendres.

## Components
Reflecteix la revisió trimestral en vigor el 21 de setembre de 2009.
Hi ha 100 empreses a l'índex, però un total de 102 llistades, s'inclou la Royal Dutch Shell i Schroders.
1. 3i
2. Admiral Group
3. Alliance Trust
4. AMEC
5. Anglo American
6. Antofagasta
7. Associated British Foods
8. AstraZeneca
9. Autonomy Corporation
10. Aviva
11. BAE Systems
12. BG Group
13. BHP Billiton
14. BP
15. BT Group
16. Barclays
17. British Airways
18. British American Tobacco
19. British Land Company
20. British Sky Broadcasting Group
21. Bunzl
22. Burberry Group
23. Cable & Wireless
24. Cadbury
25. Cairn Energy
26. Capita Group
27. Carnival
28. Centrica
29. Cobham
30. Compass Group
31. Diageo
32. Eurasian Natural Resources Corporation
33. Experian
34. Fresnillo
35. Friends Provident
36. G4S
37. GlaxoSmithKline
38. HSBC
39. Hammerson
40. Home Retail Group
41. ICAP
42. Imperial Tobacco
43. Inmarsat
44. InterContinental Hotels Group
45. International Power
46. Intertek Group
47. Invensys
48. Johnson Matthey
49. Kazakhmys
50. Kingfisher
51. Land Securities Group
52. Legal & General
53. Liberty International
54. Lloyds Banking Group
55. London Stock Exchange Group
56. Lonmin
57. Man Group
58. Marks & Spencer
59. Wm Morrison Supermarkets
60. National Grid
61. Next
62. Old Mutual
63. Pearson
64. Petrofac
65. Prudential
66. RSA Insurance Group
67. Randgold Resources
68. Reckitt Benckiser
69. Reed Elsevier
70. Rentokil Initial
71. Rexam
72. Rio Tinto Group
73. Rolls-Royce Group
74. Royal Bank of Scotland Group
75. Royal Dutch Shell
76. SABMiller
77. Sage Group
78. J Sainsbury
79. Schroders
80. Scottish and Southern Energy
81. SEGRO
82. Serco Group
83. Severn Trent
84. Shire Pharmaceuticals Group
85. Smith & Nephew
86. Smiths Group
87. Standard Chartered Bank
88. Standard Life
89. Tesco
90. Thomas Cook Group
91. TUI Travel
92. Tullow Oil
93. Unilever
94. United Utilities
95. Vedanta Resources
96. Vodafone
97. WPP Group
98. Whitbread
99. Wolseley
100. Xstrata